# Pou dels Plans de Sant Roc
Pou dels Plans de Sant Roc és una obra de Ciutadilla (Urgell) inclosa a l'Inventari del Patrimoni Arquitectònic de Catalunya.

## Descripció
El Pou dels Plans de Sant Roc està situat al sud del nucli de Ciutadilla, molt a prop de l'anomenat camí de Senadelles.
Es tracta d'un pou d'aigua freàtica construït parcialment amb pedra seca i coberta plana feta amb tres grans lloses. El brocal és de forma cilíndrica i seccions del seu mur estan revestides amb morter, mesura aproximadament 1'20 d'alçada per 1'60 m d'amplada. La fondària del pou és de 4 metres. S'accedeix a la boca del pou a través d'una obertura de forma quadrada de 60x60 cm feta amb quatre grans carreus rectangulars. Conserva, clavat a la part interior de la coberta de pedra, un ganxo de ferro emprat per la captació d'aigua. A l'interior del pou, adossada a una de les parets, hi ha també una pila d'aigua semicircular d'uns 40 cm de diàmetre on abocar-hi el líquid.